# Jeffrey Sinclair
 (novembre 2018).
- Si vous ne connaissez pas le sujet, laissez ce bandeau (vous pouvez alors contacter les auteurs).
- Si vous supprimez le contenu mis en cause (vous pouvez préalablement contacter les auteurs),

argumentez précisément cette suppression dans la page de discussion
(un manque de référence n'est pas un argument ; une recherche réelle de référence doit avoir été effectuée, être formellement documentée).
Dans l'univers de Babylon 5, Jeffrey Sinclair est le premier commandant de la station Babylon 5. Il a été incarné dans la série télévisée par l'acteur Michael O'Hare.

## Biographie du personnage

### AvantBabylon 5
Né le 3 mai 2218 dans la colonie martienne, Jeffrey David Sinclair s'engage dans les Forces Terriennes (Earth Force) en 2237. 
Sa carrière militaire est brillante : pilote de chasseur de combat spatial en 2240, chef d'escadrille l'année suivante.
Il survit à la bataille de la Ligne (2248), mais les radars terriens ont perdu son chasseur pendant 24 heures. Pendant ce laps de temps, il a été capturé et interrogé sur le croiseur du Conseil gris. Au cours d'un des interrogatoires, les Sataï en viennent à la conclusion que les âmes humaines et minbaries sont liées. Par sécurité, ils effacent la mémoire de Sinclair. À son retour sur Terre, une suspicion naît autour d'une possible trahison en faveur des Minbaris, qui freine sa carrière.
De 2248 à 2256, il accumule les postes ingrats, dont la surveillance du désert martien, où il rencontre Michael Garibaldi.

### PendantBabylon 5
En 2256, il est nommé commandant de la station Babylon 5 sur la demande expresse du gouvernement minbari, qui écarta de nombreux autres candidats plus gradés.
Le 1er janvier 2259, il est rappelé sur Terre dès la mort du président de l'Alliance terrienne Luis Santiago. Ce rappel est doublement motivé pour le Dôme terrien :
- lui éviter de rendre public les preuves que la mort de Santiago est due à un attentat,
- le nommer ambassadeur sur Minbar à la demande du gouvernement minbari.

Dans les premiers mois de son ambassade, Sinclair se désespère : le gouvernement terrien ne communique pas avec lui, et les autorités minbaries le limitent à la réception de jeunes touristes humains. Très vite, la vérité de son assignement lui est révélé : une partie des gouvernants minbaris, dont Delenn, veut lui donner le commandement de l'Anla'shok (les Rangers en anglais). Cette milice, fondée par le Minbari Valen mille ans auparavant, a pour mission de surveiller le retour des Ombres.
Il parvient à s'imposer à ce poste malgré l'hostilité de la caste militaire minbarie, les limites que lui imposent le Vorlon Ulkesh et la perte de son épouse, devenue elle-même Ranger, Catherine Sakai au cours d'une mission pour protéger le champ temporel d'une zone proche de Babylon 5.
En 2260, il quitte Minbar pour rejoindre Babylon 5. Il ne revient pas de cette mission car il se porte volontaire pour accompagner la station Babylon 4 1000 ans auparavant et aider à combattre les Ombres.

### Une seconde vie
Mille ans avant les événements de Babylon 5, Sinclair, devenu un Minbari et aidé de Zathras, offre la station Babylon 4 aux Minbaris et leurs alliés, qui avaient perdu toutes leurs bases et avaient besoin d'un lieu sûr où regrouper, réparer et réarmer leurs vaisseaux exsangues et dispersés. Il les aide à combattre les Ombres : fondation des Rangers, création d'un gouvernement minbari uni qu'il nomme le Conseil gris.
Surtout, il laisse un ensemble de prophéties sur les événements des mille ans. Son but est de faciliter l'alliance entre Humains et Minbaris au XXIIIe siècle.
Sa disparition sans laisser de traces ou de corps a conduit les Minbaris à attendre son retour.

## Commentaires
Le personnage de Sinclair est celui d'un militaire devenu officier par son travail et son mérite, et qui doit parvenir à gérer en diplomate une station cosmopolite et des relations conflictuelles avec les ambassadeurs de plusieurs mondes.
Dès le pilote et pendant la première saison, il est tourmenté par des souvenirs épars des 24 heures oubliées pendant la bataille de la Ligne. Mais, la révélation de son devenir au cours de la troisième saison éclaire d'un jour nouveau l'ensemble de ses apparitions : le spectateur était incité à découvrir l'univers de la série au premier visionnage, il cherche lors de la rediffusion Valen en Sinclair.

## Aléas de la production
À la fin de la première saison, la société de syndication demanda à Joe Michael Straczynski d'écarter le personnage de Sinclair, trop calme, trop diplomate, et de le remplacer par un personnage plus actif, tonique. Le remplaçant fut le capitaine John Sheridan.
Cependant, les fans de la série réclamèrent de savoir ce qu'il advint de Sinclair, incitant PTEN à réclamer de plus en plus régulièrement le retour du personnage à Straczynski. Mais, celui-ci suit son projet d'une série sur cinq ans et va faire réapparaître Sinclair selon les besoins de l'intrigue. En 1995, le personnage apparaît pendant l'épisode « La Venue des Ombres » en tant que chef des Rangers. Un comics The Pride of Peace permet de faire patienter les fans en racontant l'arrivée de Sinclair sur Minbar, sur fond d'enquêtes sur les services secrets du Corps Psi par Sheridan. Le grand retour arrive avec le double épisode « La Guerre sans fin » dans lequel le devenir de Sinclair est révélé ; le passé (dont une cicatrice sur la joue) l'est quelques semaines plus tard avec la sortie du roman To Dream in the City of Sorrows.